# Ringsaker
Ringsaker este o comună din provincia Innlandet, Norvegia.